# (11509) Thersiloque
(11509) Thersiloque, désignation internationale (11509) Thersilochos, est un astéroïde troyen jovien.

## Description
(11509) Thersiloque est un astéroïde troyen jovien, camp troyen, c'est-à-dire situé au point de Lagrange L5 du système Soleil-Jupiter. Il présente une orbite caractérisée par un demi-grand axe de 5,180 UA, une excentricité de 0,143 et une inclinaison de 18,5° par rapport à l'écliptique.
Il est nommé en référence au personnage de la mythologie grecque Thersiloque, acteur du conflit légendaire de la guerre de Troie.

## Compléments